# Altopedaliodes cocytia
Altopedaliodes cocytia is een vlinder uit de onderfamilie Satyrinae van de familie Nymphalidae. De wetenschappelijke naam van de soort is, als Pedaliodes cocytia, voor het eerst geldig gepubliceerd in 1867 door Cajetan Freiherr von Felder & Rudolf Felder.